# CP Urbanos de Lisboa

Liniennetzplan der CP Urbanos de Lisboa und der Fertagus

Die CP Urbanos de Lisboa ist das Vorortbahnnetz der portugiesischen Hauptstadt Lissabon und der umliegenden Städte in der Metropolregion Lissabon. Das Urbanos-System werden von der staatlichen Eisenbahngesellschaft Comboios de Portugal (CP) und von der privaten Eisenbahngesellschaft Fertagus betrieben, welche einer S-Bahn entsprechen.
Das Streckennetz ist 164,4 km lang, vollständig elektrifiziert und zweigleisig ausgebaut, an stark frequentierten Strecken sogar viergleisig ausgebaut. Die Züge verkehren ab ca. 05:00 Uhr bis 01:00 Uhr. Auf der zentralen Bahnstrecke zwischen dem Hauptbahnhof Lissabon Oriente und dem Bahnhof Lissabon Sete Rios (der sogenannten „Linha de Cintura“) überlegen sich die meisten Linien und bieten so einen 5- bis 10-Minuten-Takt.
Durch 67 Bahnhöfen und 12 Linien, die sich in 5 Linienfamilien einteilen lassen, wurden im Jahre 2019 insgesamt 103,3 Millionen Passagiere befördert. Mit 662 Verbindungen pro Tag ist das Vorortbahnnetz ein wesentlicher Bestandteil des Verkehrssystems von Lissabon. Nach dem Vorortbahnnetz von Porto, besitzt das Vorortbahnnetz von Lissabon das längste Streckennetz, vor dem Vorortbahnnetz von Coimbra, welche zusammen die drei Vorortbahnnetze in Portugal bilden.

## Linien
Das Streckennetz besteht aus 12 Linien, die sich in 5 Linienfamilien einteilen lassen:
| Linienfamilien    | Linien | Kreise | Haltestellen | Frequenz                                    |
| ----------------- | --- | --- | ------------ | ------------------------------------------- |
| Linha de Azambuja | Lissabon Santa Apolónia ↔ Azambuja Alcântara-Terra ↔ Castanheira do Ribatejo                              | Lissabon, Loures, V. F. de Xira, Azambuja Lissabon, Loures, V. F. de Xira                                                      | 16 17        | 30 / 60 Min 30 Min                          |
| Linha de Cascais  | Cais do Sodré ↔ Cascais Cais do Sodré ↔ Cascais (schnellere Verbindung) Cais do Sodré ↔ Oeiras            | Lissabon, Oeiras, Cascais Lissabon, Oeiras, Cascais Lissabon, Oeiras                                                           | 17 11 10     | 20 Min 12 Min 20 Min (HVZ)                  |
| Linha de Sintra   | Sintra ↔ Alverca Sintra ↔ Lissabon Oriente Sintra ↔ Lissabon Rossio Mira Sintra-Meleças ↔ Lissabon Rossio | Sintra, Amadora, Lissabon, Loures, V. F. de Xira Sintra, Amadora, Lissabon Sintra, Amadora, Lissabon Sintra, Amadora, Lissabon | 24 18 15 11  | 30 Min (HVZ) 10 / 20 Min 30 Min 30 / 60 Min |
| Linha do Sado     | Barreiro ↔ Praias Sado-A                                                                                  | Barreiro, Moita, Palmela, Setúbal                                                                                              | 13           | 30 Min                                      |
| Linha do Sul      | Lissabon Roma-Areeiro ↔ Setúbal Lissabon Roma-Areeiro ↔ Coina                                             | Lissabon, Almada, Seixal, Palmela, Setúbal Lissabon, Almada, Seixal                                                            | 14 9         | 30 / 60 Min 20 Min                          |

## Geschichte
Die 1997 gegründete CP Urbanos de Lisboa betreibt vier S-Bahn-ähnliche sogenannte „Linienfamilien“, da auf jeder Linie unterschiedliche Kurse fahren, die beispielsweise nicht die ganze Strecke und teilweise auch Linienäste bedienen. Alle Züge der CP Urbanos de Lisboa gehören der Zuggattung Urbano an.
Aufgrund der dramatischen Haushaltskrise Portugals seit 2008 plante die portugiesische Regierung, ab Ende 2011 die einzelnen Linienfamilien auszuschreiben und somit diese möglicherweise durch ausländische Schienenkonzerne betreiben zu lassen. Aufgrund der hohen Fahrgastzahlen und des hohen Kostendeckungsgrades der CP Lisboa wurde mit einem starken Wettbewerb um die Ausschreibungen gerechnet. Eine Ausschreibung ist bis heute jedoch nicht veröffentlicht worden und wird inzwischen auch nicht mehr weiterverfolgt.

## Daten
| Zeit→           | Zeit→                 | bis 2008  | 2008–2011 | 2011–11/2013 | seit 11/2013    |                         |
| Linienfamilie   | Linie (bis 2011)      | bis 2008  | 2008–2011 | 2011–11/2013 | seit 11/2013    | Linie (seit 2011)       |
| --------------- | --------------------- | --------- | --------- | ------------ | --------------- | ----------------------- |
| Cascais         | (alle)                | 3150/3250 | 3150/3250 | 3150/3250    | 3150/3250       | (alle)                  |
| Azambuja        | Castanheira–Alcântara | 3500      | 3500      | 3500         | 2240            | Castanheira–S. Apolónia |
| Azambuja        | Azambuja–S. Apolónia  | 2300/2400 | 2300/2400 | 3500         | 2300/2400       | Azambuja–Alcântara      |
| Azambuja        | –                     | –         | –         | 2300/2400    | 2300/2400       | Sintra–Alverca          |
| Sintra          | –                     | –         | –         | 2300/2400    | 2300/2400       | Sintra–Alverca          |
| Meleças–Alverca | 2300/2400             | 2300/2400 | 2300/2400 | 2300/2400    | Meleças–Oriente |                         |
| Sintra–Rossio   | 2300/2400             | 2300/2400 | 2300/2400 | 3500         | Sintra–Rossio   |                         |
| Sado            |                       | 0600/0650 | 2300/2400 | 2300/2400    | 2300/2400       |                         |

CP Urbanos de Lisboa ist die erfolgreichste Geschäftseinheiten der CP. 2007 beförderte sie 97 Millionen Fahrgäste, 2008 96 Millionen; damit beförderte CP Urbanos de Lisboa 70 Prozent aller Fahrgäste der portugiesischen Staatsbahn, die 2008 insgesamt 135,5 Millionen Fahrgäste zählte. 2008 zählte die Tochtergesellschaft eine Belegschaft von 868 Mitarbeitern.
2007 erzielte die Geschäftseinheit der Staatsbahn einen Gewinn 75 Millionen Euro, 2008 78,5 Millionen Euro. Damit war die CP Urbanos de Lisboa nach der Fernverkehrssparte der Comboios de Portugal der erfolgreichste Geschäftszweig. Die Zuschüsse des portugiesischen Staates für den Vorortverkehr beliefen sich 2007 auf 28,5 Millionen Euro und steigen bis 2010 auf 32,3 Millionen Euro an.
Abgesehen von der Linha de Azambuja fahren mehr als 90 Prozent aller Züge der CP Urbanos de Lisboa pünktlich. Auf der Linha de Sintra waren 2008 93,4 % aller Züge pünktlich (2007: 89 %), auf der Linha de Cascais 98 % (2007: 97 %), auf der Linha de Azambuja 87,2 % (2007: 91 %) und auf der Linha de Sado 93,4 % (2007: 98 %).
Insgesamt werden die Züge der CP Urbanos de Lisboa vor allem von Stammkunden genutzt, 81,1 Prozent aller Fahrgäste benutzen die Züge besonders häufig, obwohl etwa ebenso viel (79,3 Prozent) ein Auto besitzen.

## Fahrzeuge

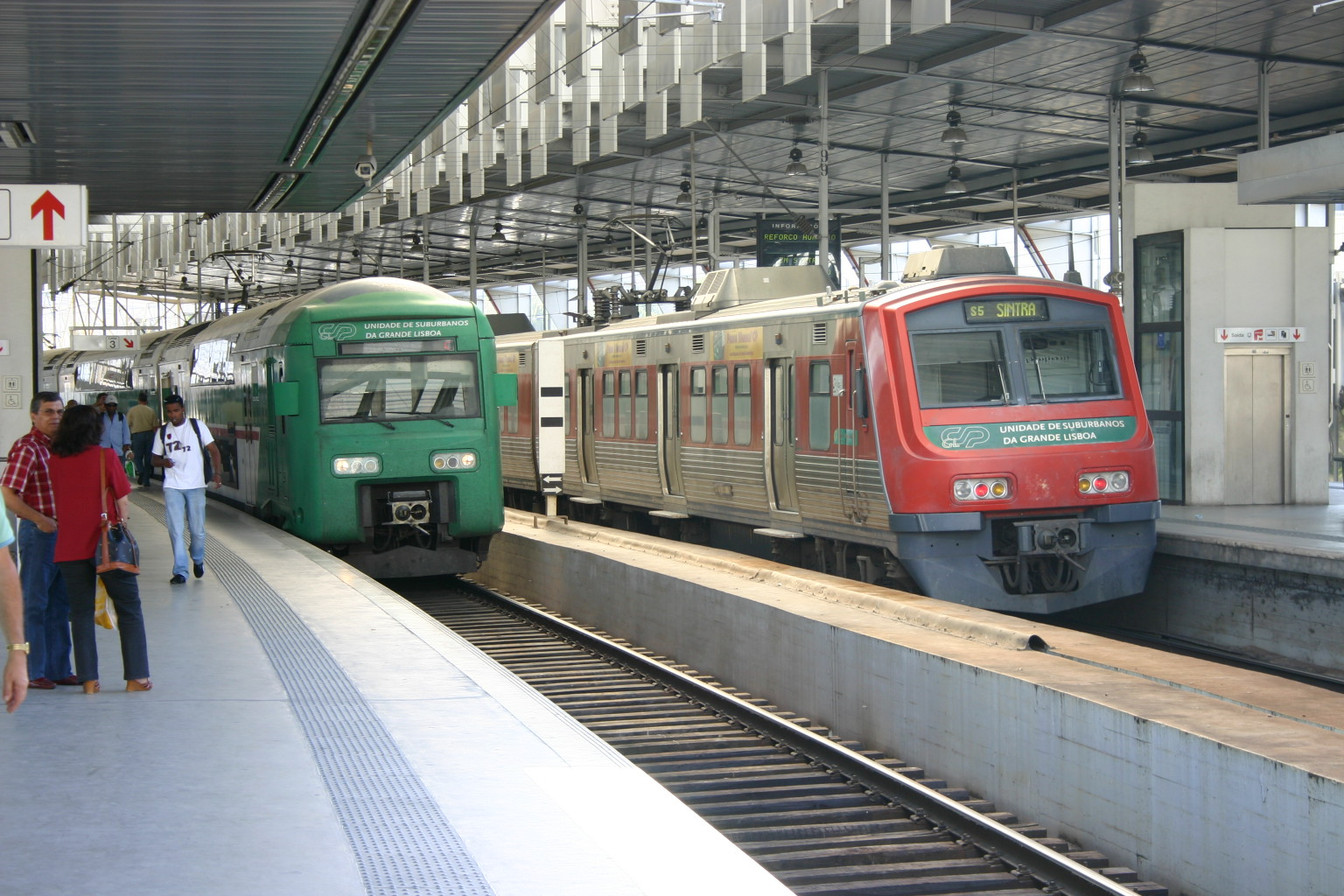
Zwei Urbano-Züge im Lissabonner Bahnhof Entrecampos (Linha de Cintura). Links im Bild Baureihe 3500 in alter Lackierung, rechts die Baureihe 2300/2400

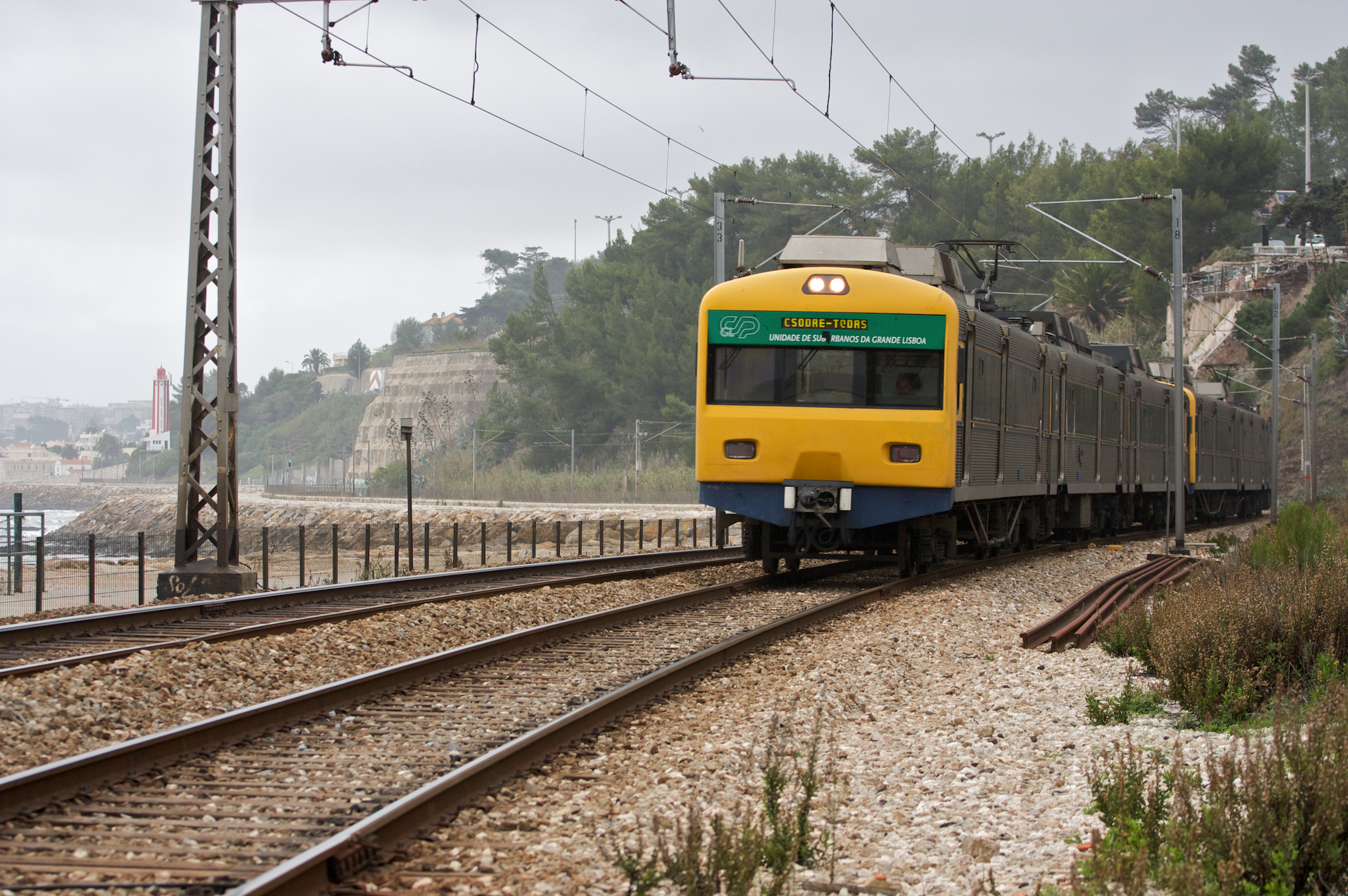
Urbano-Zug bei Cruz Quebrada (Linha de Cascais, Baureihe 3150/3250)

CP Urbanos de Lisboa verfügt über verschiedene, auf den Vorortbahnverkehr zugeschnitte Fahrzeugtypen. Bis November 2013 gab es relativ strikte Fahrzeugzuteilungen für die einzelnen Linienfamilien. Aufgrund von Gleisschäden an der Linha de Sintra und wegen der daraus resultierenden häufigeren Wartungsintervalle für die Baureihe 2300/2400 gilt seitdem ein neues Fahrzeugkonzept.
Im Auftrag der Comboios de Portugal produzierte in den Jahren 1998 bis 2001 ein Konsortium aus GEC Alsthom und CAF 30 vierteilige Doppelstockzüge der Baureihe 3500. Von den 30 Fahrzeuge werden heute 18 durch das private Verkehrsunternehmen Fertagus genutzt. Technisch sehr stark am spanischen Vorbild der Baureihe 450 orientiert, verfügen die Triebwagen über eine Höchstgeschwindigkeit von 140 km/h und 88 Sitz- und 85 Stehplätze im Motorwagen beziehungsweise 150 Sitz- und 120 Stehplätze im Beiwagen. Die Zügen fahren in festen Zugverbänden von vier Wagen. Bis 2013 waren die Züge fest auf der Linie Castanheira do Ribatejo–Alcântara-Terra im Einsatz, von 2011 bis 2013 auch auf der Linie Azambuja–Santa Apolónia. Seit November 2013 werden diese auf der Sintra-Linienfamilie zwischen Rossio und Sintra eingesetzt.
Ursprünglich für die Linha de Sintra wurde von Siemens die Baureihe 2300 (und später 2400) entwickelt und bei Sorefame zwischen 1991 und 1994 produziert, die Baureihe 2400 folgte 1997 nach. Die Züge verfügen über eine Höchstgeschwindigkeit von 120 km/h sowie 316 Sitz- und 560 Stehplätze. Bis November 2013 setzte CP Urbanos de Lisboa diese auf der Strecke Rossio–Sintra ein. Seitdem sind diese nun auf der Azambuja-Linie zwischen Azambuja und Alcântara-Terra im Einsatz. Wie auch schon vor 2013 verkehre diese außerdem auf den Strecken (Sintra–)Meleças–Oriente(–Alverca) und seit der Elektrifizierung der Linha do Alentejo im Jahr 2008 auch auf der Linha do Sado (Barreiro–Praias do Sado).
Auf der Linha de Cascais zwischen Cais do Sodré und Cascais können nur Fahrzeuge der speziell dafür ausgerüsteten Baureihen 3150/3250 eingesetzt werden, da die nahezu autarken Strecke mit 1500 Volt Gleichstrom betrieben wird, statt mit der sonst üblichen Spannung von 25 Kilovolt/50 Hertz Wechselspannung. Dennoch gibt es heute eine stromlose Gleisverbindung am Bahnhof Alcântara-Mar, über welche die Züge zu den Betriebswerken bei Sete Rios gelangen können. Infolge der Modernisierung und Umrüstung auf Wechselstrom, wurden bei Alstom 34 Triebzüge für diese Linie bestellt. 16 weitere Züge sind für die anderen Vorortlinien vorgesehen.
Aufgrund des Wagenmangelns werden November 2013 auch die für den Regionalverkehr gedachten Fahrzeuge der Baureihe 2240 auf der Strecke zwischen Castanheira do Ribajeto und Santa Apolónia eingesetzt.